# .ag
Pour les articles homonymes, voir AG.
.ag est le domaine de premier niveau national (country code top level domain : ccTLD) réservé à Antigua-et-Barbuda.

## Sous-domaines
- .com.ag
- .org.ag
- .net.ag
- .co.ag
- .nom.ag